# Game Republic
Game Republic foi uma desenvolvedora de jogos eletrônicos japonesa, fundada por Yoshiki Okamoto. Dentre seus títulos, estão Genji: Dawn of the Samurai (e sua sequência, Genji: Days of the Blade), Folklore (PlayStation 3)  e Every Party (Xbox 360).

## Jogos
- Majin and the Forsaken Kingdom (2010)
- Genji: Dawn of the Samurai (2005)
- Every Party (2005)
- Genji: Days of the Blade (2006)
- Brave Story: New Traveler (2006)
- Folklore (2007)
- Dark Mist (2007)
- Toy Home (2007)
- Dragon Ball: Origins (2008)